# Sirota s čudežnim glasom
Sirota s čudežnim glasom je slovenski kratki film iz leta 2003, ki ga je napisal in režiral Miha Mazzini.

## Vsebina
Bodoča starša si v sirotiščnici ogledujeta otroke in s svojim čudovitim petjem posebej izstopa Piccolo Willy, urejen in priden otrok, ki ima en sam problem: kogarkoli se dotakne, se spremeni v urejenega in pridnega otroka. Urejenost in pridnost se pričneta širiti po svetu. Jih bo star punker Egon sposoben ustaviti?